# Manis
Manis is een geslacht van schubdieren (Manidae). De wetenschappelijke naam ervan werd in 1758 gepubliceerd door Carl Linnaeus. De soorten komen allemaal voor in Zuidoost-Azië.

## Soorten
Er worden vijf soorten in dit geslacht geplaatst:
- Manis aurita B. H. Hodgson, 1836
- Manis crassicaudata É. Geoffroy Saint-Hilaire, 1803 – Indisch schubdier
- Manis culionensis (de Elera, 1915) – Palawanschubdier
- Manis javanica A. G. Desmarest, 1822 – Javaans schubdier
- Manis pentadactyla Linnaeus, 1758 – Chinees schubdier

In 2023 werd een mogelijke aanvullende soort ontdekt die voorlopig Manis mysteria werd genoemd, die vooralsnog alleen bekend is van geconfisceerde illegaal verhandelde schubben.

## Handelsverbod
In Johannesburg, Zuid-Afrika werd op 28 september 2016 gestemd over een totaal handelsverbod van het geslacht Manis, samen met 62 andere voorstellen betreffende  de internationale handel in bedreigde planten- en diersoorten.
Manis is zeer populair in de Chinese keuken. De schubben worden gebruikt als traditioneel Chinees medicijn.
In de tien jaar voorafgaand aan 2016 zouden volgens analisten van TRAFFIC International ongeveer 1 miljoen dieren verhandeld zijn.